# بوغدان مارا
بوغدان مارا (بالرومانية: Bogdan Mara)‏ هو لاعب كرة قدم روماني، ولد في 29 سبتمبر 1977 في ديفا في رومانيا. شارك مع منتخب رومانيا لكرة القدم. أما مع النوادي، فقد لعب مع أونيريا أورزيتشيني وبوليديبورتيفو إيخيذو وديبورتيفو ألافيس ودينامو بوخارست ورابيد بوخارست وسكودا زانثي وسي إف آر كلوج ونادي تيانجين تيدا ويو تي أي أراد.

## وصلات خارجية
- بوغدان مارا على موقع الاتحاد الدولي (مؤرشف)  (الإنجليزية)
- بوغدان مارا على موقع الاتحاد الأوربي (الإنجليزية)
- بوغدان مارا على موقع اتحاد أوكرانيا (الإنجليزية)
- بوغدان مارا على موقع قاعدة بيانات كرة القدم.إي يو (الإنجليزية)
- بوغدان مارا على موقع ناشيونال فوتبول تيمز (الإنجليزية)
- بوغدان مارا على موقع Soccerway.com (الإنجليزية)
- بوغدان مارا على موقع عالم كرة القدم.نت (الإنجليزية)